# Río de Riodeva
Río de Riodeva är ett vattendrag i Spanien. Det ligger i den centrala delen av landet, 210 km öster om huvudstaden Madrid.